# Mühlburg (Burg)

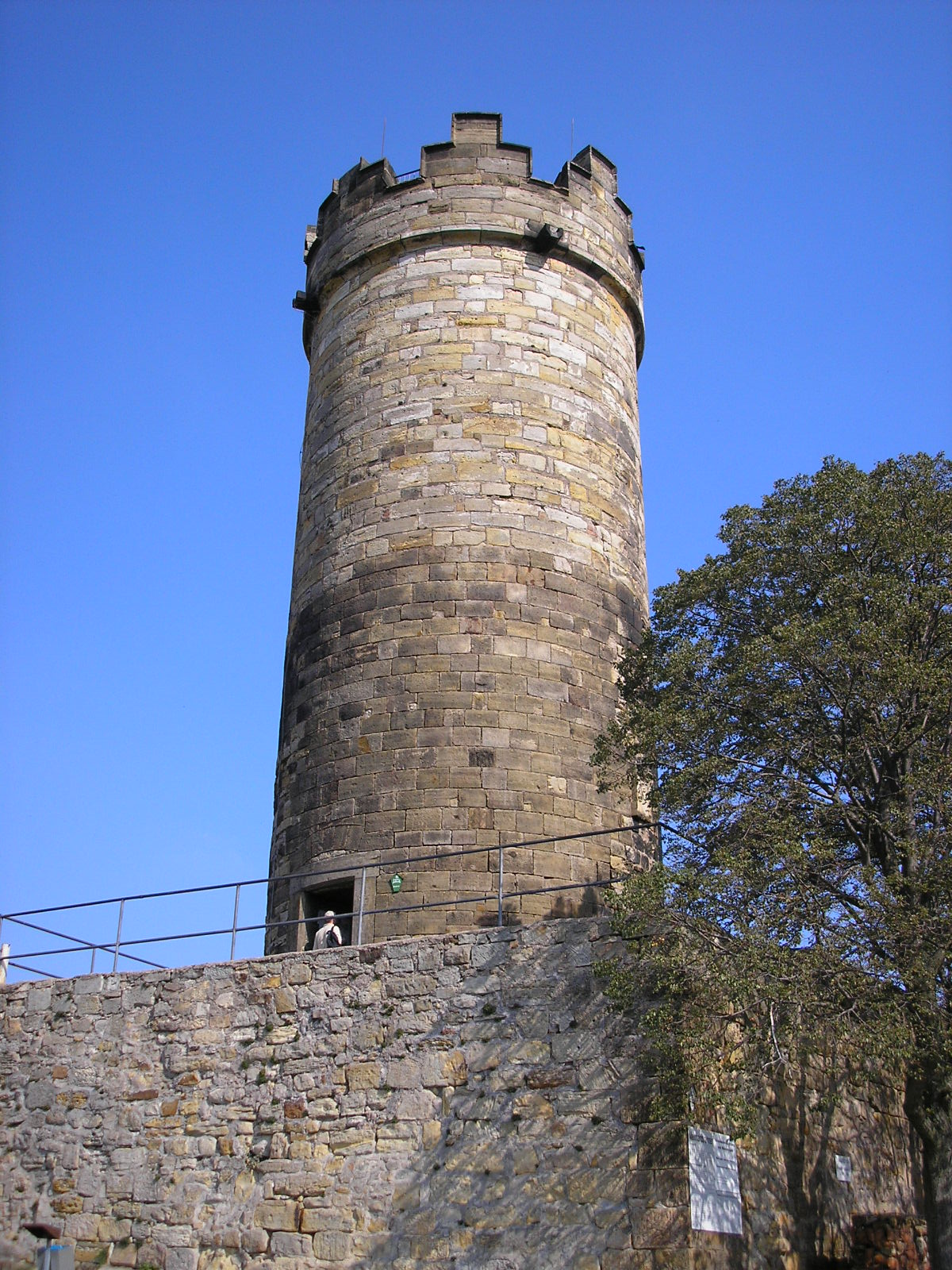
Bergfried

Die Mühlburg, auch Mühlberg genannt, auf einem 375 m ü. NN hohen Sporn der Schlossleite über dem Dorf Mühlberg ist die älteste Burg der Drei Gleichen und gilt als ältestes erhaltenes Bauwerk Thüringens.

## Geschichte

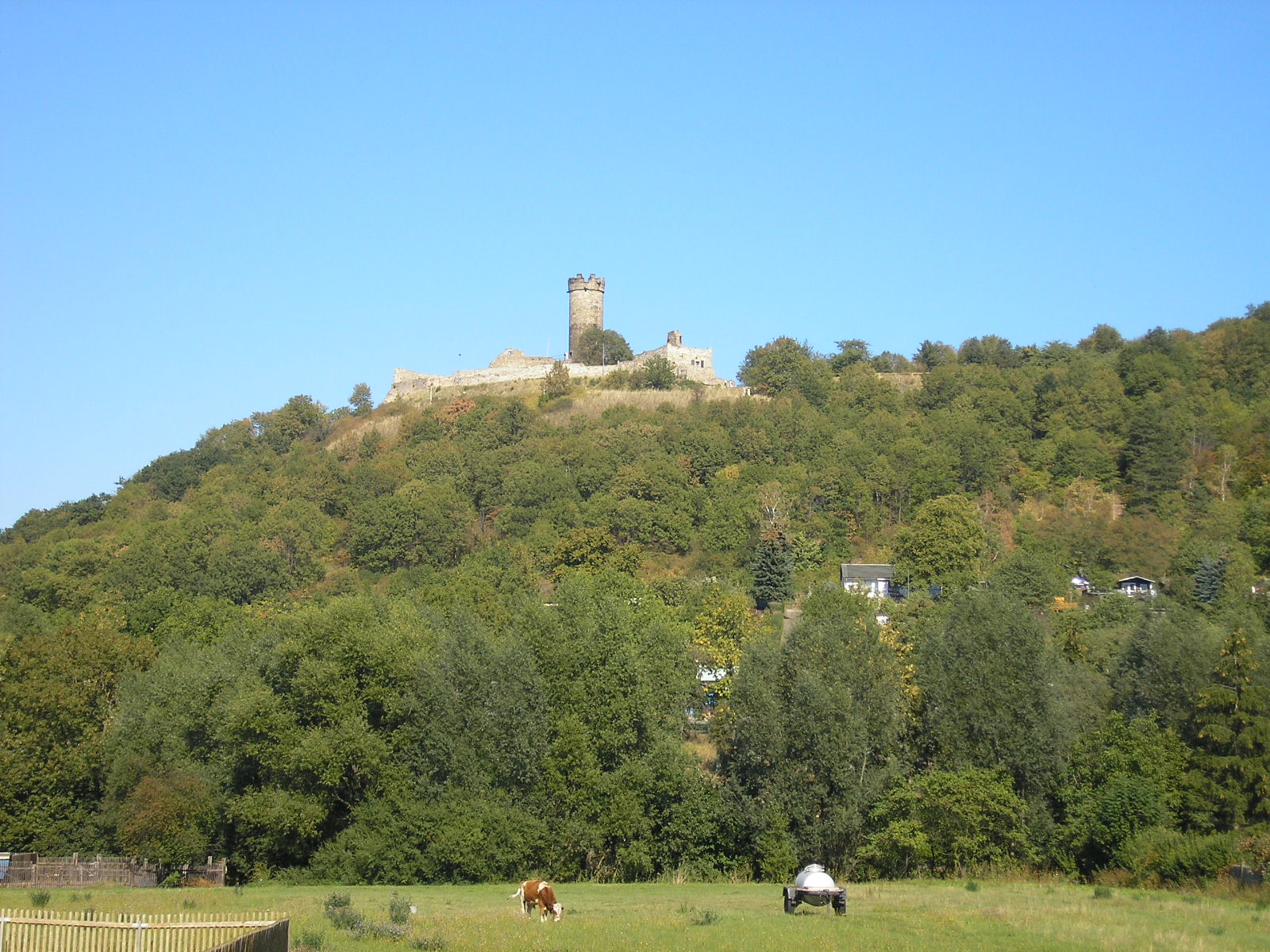
Mühlburg

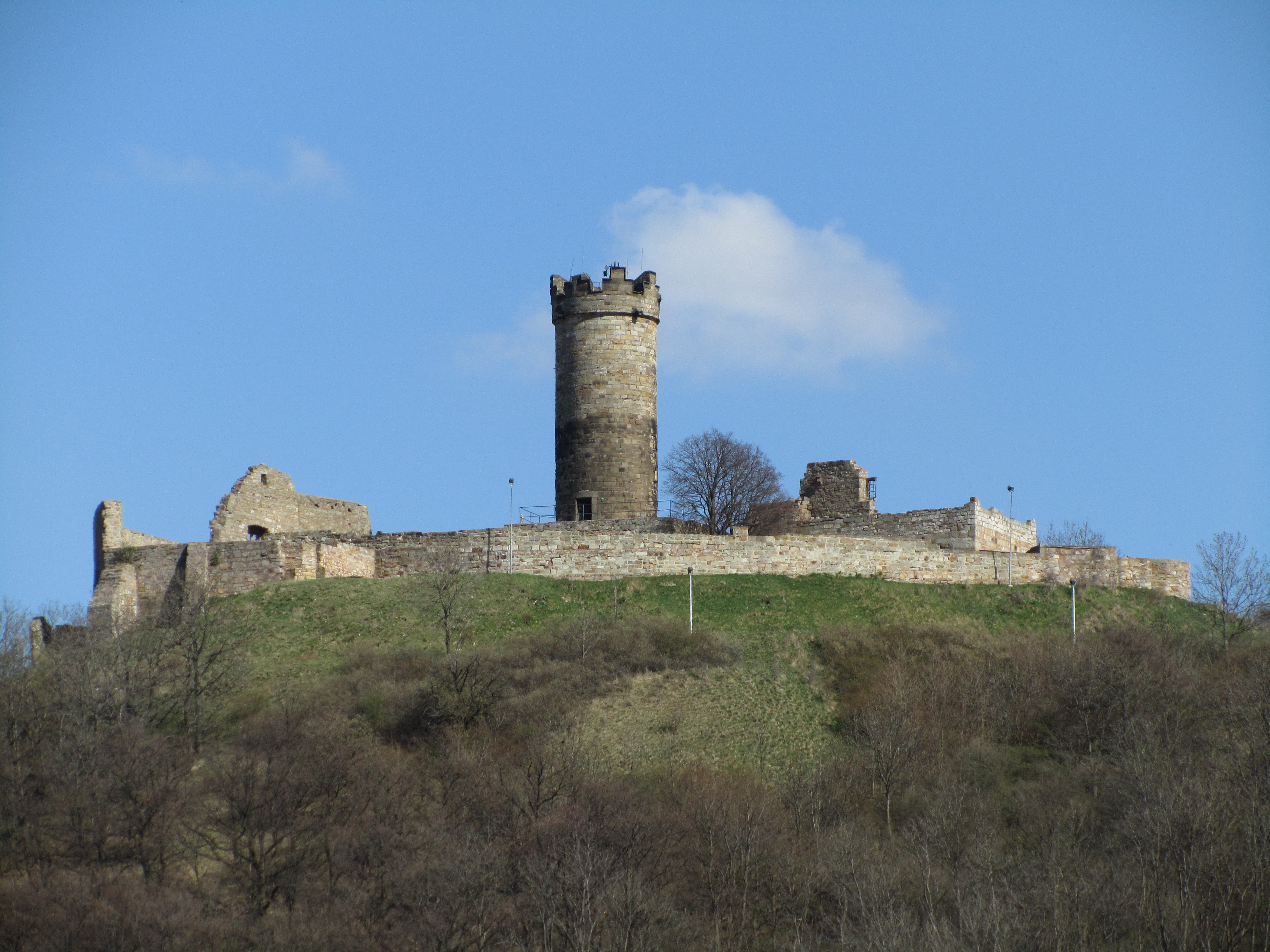
Ansicht von Mühlberg aus

Mit einer Urkunde vom 1. Mai 704 schenkte der thüringische Herzog Hedan II. das Castello Mulenberge, zusammen mit Gütern in Mulenberge (Mühlberg), Arnestati (Arnstadt) und Monhora (Großmonra), dem Missionar und Bischof Willibrord. Ob dieses Kastell bereits an der Stelle der heutigen Mühlburg stand, ist nicht gesichert, zumal es sich dabei nicht um eine gemauerte Anlage handelte. Wahrscheinlich reicht die Vorgeschichte der Burg bis in die Zeit des Thüringer Königreiches und dessen Unterwerfung im Jahr 531 durch die Franken zurück.
Zeittafel:
- Im Jahre 1000 gelangte die Spornburg in den Besitz der Grafen von Orlamünde.
- 1088 belagerte Kaiser Heinrich IV. die Burg und gleichzeitig die auf der anderen Talseite liegende Burg Gleichen, allerdings ohne Erfolg.
- 1130 gelangte die Burg als Teil des Erbes des im Mannesstamm erloschenen Grafengeschlechts von Weimar-Orlamünde zusammen mit Burg Gleichen in den Besitz des Erzbistums Mainz, das das Adelsgeschlecht der Meinharde mit der Mühlburg belehnte.
- 1140 erhielt Graf Meinhard I. von Mühlberg die Burg als Lehen.
- 1211 geleitete Graf Meinhard III. als Brautwerber des Thüringer Landgrafen Hermann I., für dessen Sohn Ludwig, die vierjährige (!) Elisabeth von Ungarn zur Wartburg.

Die Meinharde, die sich von da an Grafen von Mühlburg nannten, erwarben 1220 die benachbarte Veste Wachsenburg. Sie starben 1242 mit Meinhard III. aus und Mainz zog das erledigte Lehen ein.
- 1248 wurde Graf Berthold von Henneberg erster Burghauptmann.
- 1310 unternahmen die Erfurter einen – allerdings ebenfalls vergeblichen – Angriff auf die Burg und kauften dann die Burg 1357. Sie wurde daraufhin zu einem festen Bollwerk ausgebaut und diente bis 1590, als das Amt Mühlberg an Sachsen-Weimar überging, der Sicherung der Erfurter Handelswege (Kupferstraße).
- 1375 befehdeten sich der Burgvogt, Edler von Hellbach, und der Burgbesitzer, der Graf von Gleichen (vermutl. Ernst II.).
- 1521 wurde Hermann von Hoff Schlosshauptmann und begleitet Martin Luther zum Reichstag zu Worms.
- 1592 erwarb der Herzog von Weimar die Burg, setzte Wolf Philipp von Draxdorf als Schösser ein und veräußerte sie 1635 an den Herzog von Altenburg.
- 1665 übernahm wiederum Mainz das Amt mit der inzwischen stark verfallenen Burg, bevor es 1815 als Enklave an das Königreich Preußen gelangte, rings umschlossen von gothaischem Gebiet.
- 1803 fielen Ort und Burg im Zuge des Reichsdeputationshauptschlusses an Preußen.
- 1806 kam die Burg unter französische Herrschaft.
- 1815 ging die Burg wieder an Preußen und mit der Burg Gleichen und weiteren Besitztümern in den Privatbesitz des Generalfeldmarschalls Müffling über.
- Von 1903 bis 1907 wurde der Bergfried zu einem Aussichtsturm ausgebaut und mit einem Zinnenkranz versehen.
- Um 1930 gelang es dem damaligen Burgwart, Richard Opel, die Mauerreste der mittelalterlichen Radegundis-Kapelle zu finden, die er mannshoch freilegte.
- 1945 trug man aus Unwissenheit die Mauern ab, so dass heute nur noch die Grundmauern erkennbar sind.
- Seit Anfang der 1970er Jahre wird die Burg durch die Mühlberger Bürger allmählich wieder instand gesetzt. Heute beherbergt sie ein kleines Museum und kann besichtigt werden.
- Im Juni 1987 wurde des 1400. Todestages von Radegundis gedacht und innerhalb der Grundmauern der Kapelle ein Gedenkstein angebracht. Auch im Turm der Mühlberger St.-Lukas-Kirche wurde eine Radegundis-Kapelle eingerichtet, in der alljährlich am Sonntag nach dem 13. August ein ökumenischer Gottesdienst mit anschließender Prozession zur ehemaligen Kapelle auf der Mühlburg stattfindet.

Einige Berühmtheit erlangte die Mühlburg durch Gustav Freytag, dessen Roman Das Nest der Zaunkönige aus der Romanreihe Die Ahnen auf der Burg handelt. Die Mühlburg spielte allerdings in der Geschichte Thüringens nie eine bedeutende Rolle und war auch nicht im Besitz eines Geschlechts, das sich wie die Zaunkönige in einen Streit mit dem deutschen König einlassen konnte. Nach dem Dichter wurde der Gustav-Freytag-Wanderweg benannt, der die Mühlburg mit den anderen beiden Burgen der Drei Gleichen (der Burg Gleichen und der Wachsenburg) verbindet.

## Beschreibung
Man betritt die Burg von Süden, vom Bergrücken zwischen der Mühlburg und der Wachsenburg, der Schlossleite, her. Eine Holzbrücke führt über den Halsgraben, einen Teil des die Burg umlaufenden Wallgrabens, der zu den mächtigsten seiner Art in Thüringen zählt. Hinter dem Halsgraben trifft man auf die Reste der Zwingermauer, dann auf die Ringmauer und die Mauer der Kernburg. Über allem thront der 22 m hohe Bergfried, der eine Wandstärke von 2,7 m und einen Durchmesser von 7,4 m aufweist. Diese vier Hindernisse machten es Angreifern schwer und waren im 13. Jahrhundert wehrtechnisch für eine stark befestigte Burg auf dem neuesten Stand.
Das Torhaus als Teil der Zwingermauer ist nur noch in Resten erhalten.
Innerhalb der Kernmauer war die Burg auf gewachsenem Fels errichtet worden. Dadurch war ein Unterminieren so gut wie unmöglich.
Unweit der Burg, am Beginn des Kamms der Schlossleite, steht eine Kapelle, die der Hl. Radegundis gewidmet ist. Noch nicht endgültig erforscht ist das Alter der Fundamente der Vorgängerkapelle, auf denen sie errichtet ist.

## Nutzung
Auf dem Burggelände befindet sich ein Museum über Töpferei und Hausrat aus dem Mittelalter sowie eine Gaststätte. Der Turm kann zu den Öffnungszeiten bestiegen werden. Von ihm aus sind die anderen beiden Burgen zu sehen. Weiterhin befinden sich ein in Betrieb befindlicher Postkasten und ein Brunnen auf dem Gelände.
Im Sommer findet auf dem Burggelände ein vom Kunst- und Kulturverein Mühlberg organisiertes Freilichtkino statt.